# Paula Newby-Fraser
Paula Newby-Fraser (Salisbury, Rhodèsia del Sud, 2 de juny de 1962) és una esportista zimbabuesa nacionalitzada estatunidenca que va competir en triatló (des de 1993 va participar representant els Estats Units). Va guanyar onze medalles en el Campionat Mundial d'Ironman entre els anys 1985 i 1996.

## Palmarès internacional
| Representant Zimbàbue     |                       |         |            |
| Campionat Mundial         |                       |         |            |
| Any                       | Lloc                  | Medalla | Prova      |
| 1985                      | Hawái ( Estats Units) | 3       | Individual |
| 1986                      | Hawái ( Estats Units) | 1       | Individual |
| 1987                      | Hawái ( Estats Units) | 3       | Individual |
| 1988                      | Hawái ( Estats Units) | 1       | Individual |
| 1989                      | Hawái ( Estats Units) | 1       | Individual |
| 1990                      | Hawái ( Estats Units) | 2       | Individual |
| 1991                      | Hawái ( Estats Units) | 1       | Individual |
| 1992                      | Hawái ( Estats Units) | 1       | Individual |
| Representant Estats Units |                       |         |            |
| Campionat Mundial         |                       |         |            |
| Any                       | Lloc                  | Medalla | Prova      |
| 1993                      | Hawái ( Estats Units) | 1       | Individual |
| 1994                      | Hawái ( Estats Units) | 1       | Individual |
| 1996                      | Hawái ( Estats Units) | 1       | Individual |